# Zagora, Maroc
Zagora (in arabă زاكورة), este un oraș în Maroc. Are o populatie de 34.851 locuitori (conform recesnsământului din 2004).